# Смирнов, Леонид Владимирович
Леонид Владимирович Смирнов (род. 15 апреля 2005, Мурманск) — российский хоккеист, вратарь.

## Биография
Начинал играть в СДЮШОР Мурманска, затем перешёл в подольский «Витязь». С сезона 2021/22 — игрок команды МХЛ «Русские витязи». 6 марта 2025 года в гостевом матче против «Северстали» (0:3) дебютировал в КХЛ, перед третьим периодом при счёте 0:2 заменив Андрея Кареева. Отстоял период «на ноль» — третья шайба была забита в пустые ворота.